# Ceyras
Ceyras (okzitanisch: Seiraç) ist ein Ort und eine südfranzösische Gemeinde mit 1.389 Einwohnern (Stand: 1. Januar 2022) im Département Hérault in der Region Okzitanien (zuvor Languedoc-Roussillon). Die Gemeinde gehört zum Arrondissement Lodève und zum Kanton Clermont-l’Hérault. Die Einwohner werden Ceyradais genannt.

## Lage
Ceyras liegt etwa 34 Kilometer westnordwestlich von Montpellier. Umgeben wird Ceyras von den Nachbargemeinden Saint-Guiraud im Norden und Nordwesten, Saint-Félix-de-Lodez im Norden, Saint-André-de-Sangonis im Osten, Brignac im Süden, Clermont-l’Hérault im Süden und Südwesten, Lacoste im Westen sowie Le Bosc im Nordwesten.

## Geschichte
Die Pfarrei Ceyras ist seit dem 11. Jahrhundert belegt, ein castrum wird im 13. Jahrhundert im Kartular der Bischöfe von Lodève erwähnt. Die Herrschaft Ceyras hatte vom 13. Jahrhundert bis zur Französischen Revolution die Familie Thémines de Lauzières inne.

## Bevölkerungsentwicklung
| Jahr                       | 1962 | 1968 | 1975 | 1982 | 1990 | 1999 | 2006 | 2017 |
| Einwohner                  | 503  | 503  | 513  | 602  | 681  | 725  | 895  | 1396 |
| Quellen: Cassini und INSEE |      |      |      |      |      |      |      |      |

## Verkehr
Im Gemeindegebiet liegt das Autobahndreieck der Autoroute A75 mit der Autoroute A750.

## Sehenswürdigkeiten

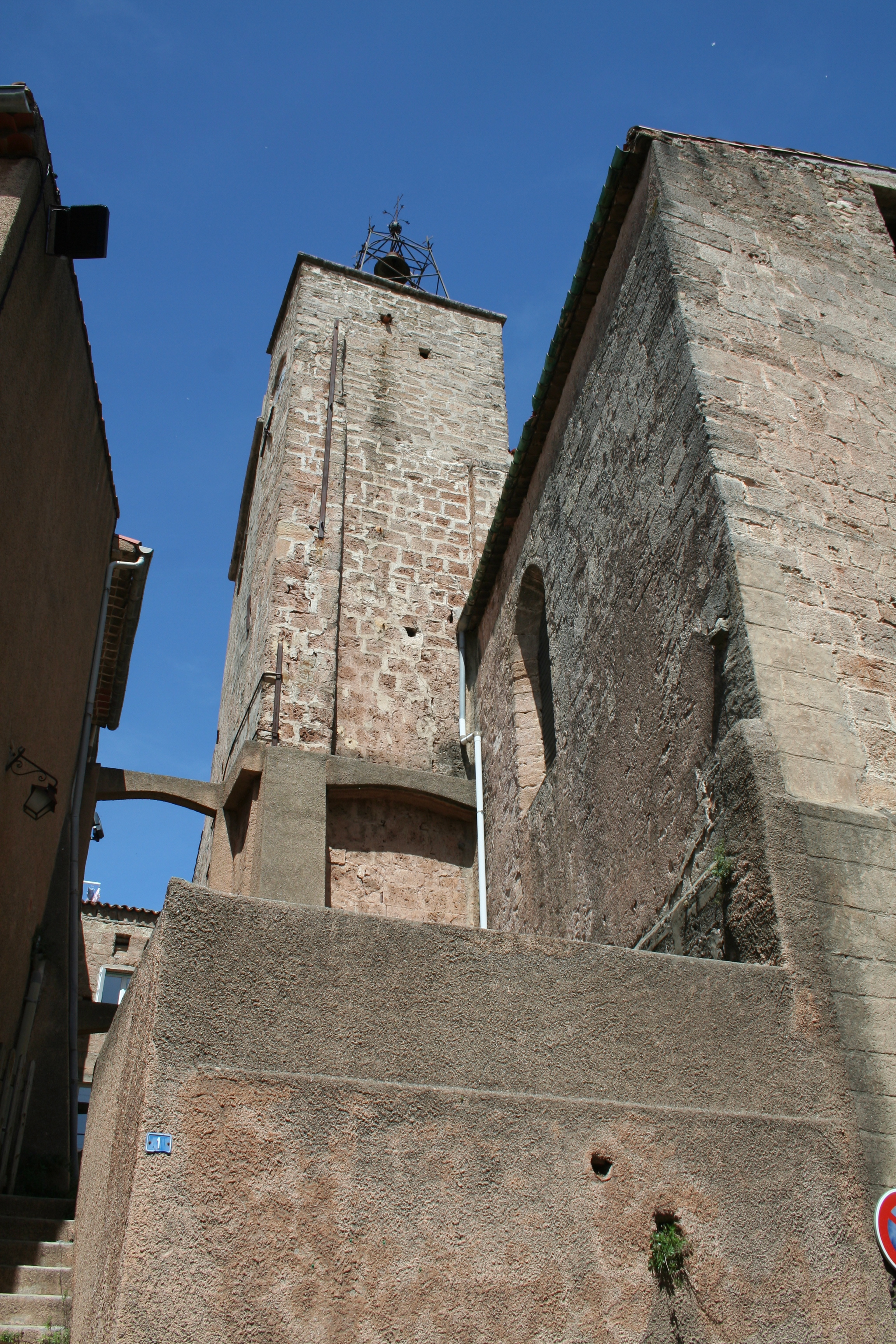
Kirche Saint-Saturnin
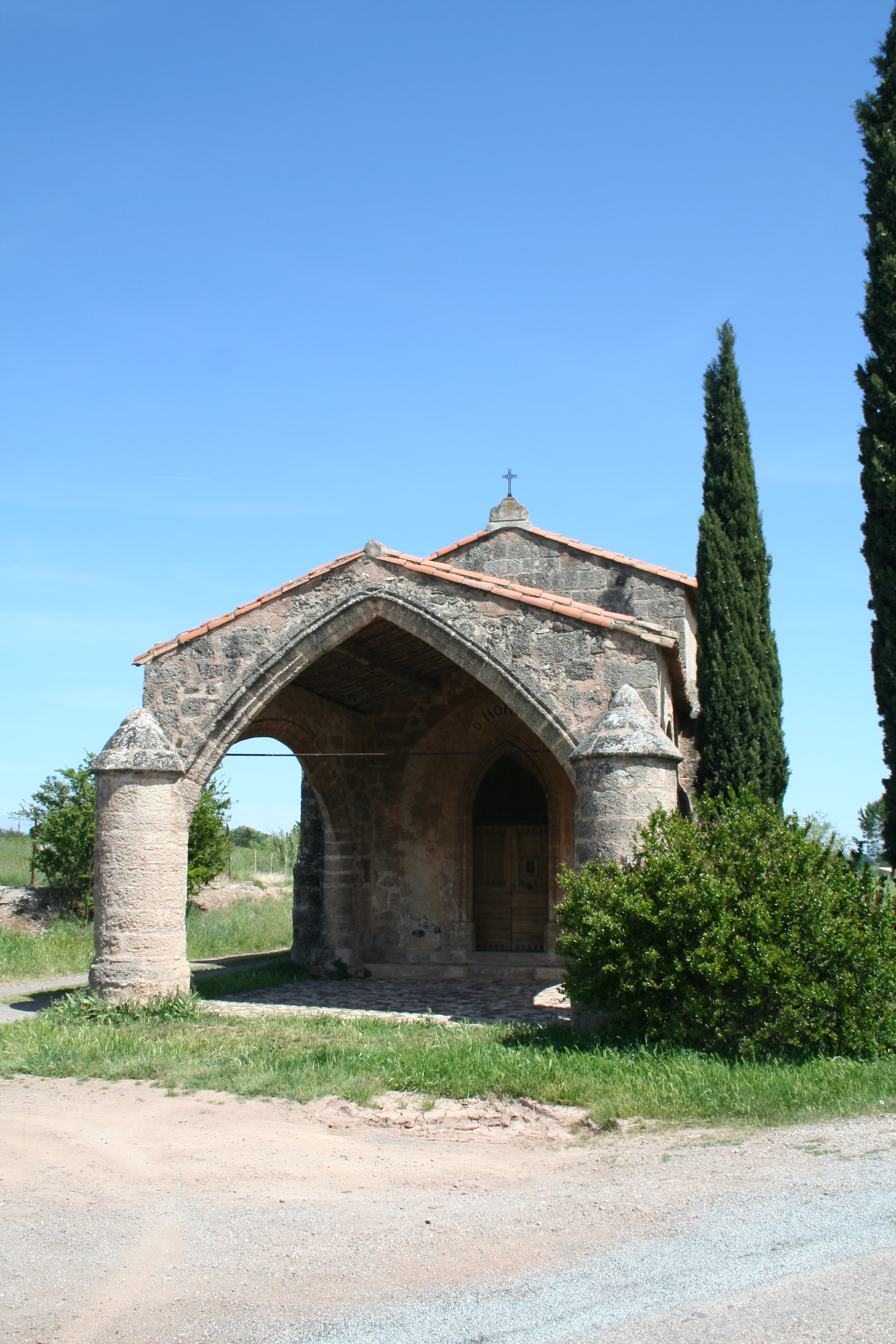
Kapelle Notre-Dame-de-l'Hortus aus dem 14./15. Jahrhundert, Monument historique
- Kapelle Saint-Pierre-de-Léneyrac

- Kirche Saint-Saturnin
- Kapelle Notre-Dame-de-l'Hortus